# Wilhelm Meisters theatralische Sendung

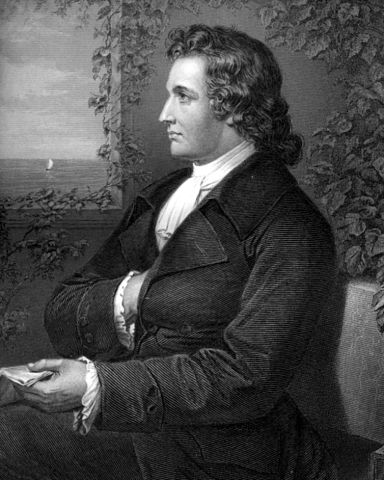
Goethe

Wilhelm Meisters theatralische Sendung, der sogenannte „Urmeister“, ist das Fragment eines Theaterromans von Johann Wolfgang von Goethe. In den Jahren 1777 bis 1785 entstanden, verwertete Goethe diesen Künstlerroman für seinen Bildungsroman Wilhelm Meisters Lehrjahre. Eine von Barbara Schulthess und ihrer Tochter gefertigte Abschrift des „Urmeisters“ wurde 1910 gefunden und lag 1911 im Erstdruck vor.

## Theater
Im Roman wird das Verhalten des Schauspielers zum Rollentext, zum Ensemble und zum Bühnenstück ausgiebig durchgespielt. Die Konfrontation des Bühnenautors mit seinem Stoff, mit der Schauspielertruppe, auch mit dem Publikum und besonders mit der bürgerlichen und feudalen Gesellschaft des 18. Jahrhunderts nimmt breiten Raum im Romantext ein.

## Handlung
Zahlen verweisen auf das betreffende Kapitel.

### Erstes Buch
3 Der Schuljunge Wilhelm Meister hat vier Geschwister. Seine Mutter kriegt „noch in ihren ältern Jahren eine Leidenschaft für einen abgeschmackten Menschen“. Das Familienleben leidet unter dem Verhältnis, denn der Vater, ein ehrbarer Kaufmann, hasst schimpflichen „Ehe- und Scheidungsprozeß“.
4 Wilhelm, der mit seinem Puppentheater Rollen für den König Saul und David einübt und spielt, geht seinen Weg über die erste „Freude der Überraschung und des Staunens“ zur „Wollust des Aufmerkens und Forschens“.
5 Aus der Vorratskammer stiehlt Wilhelm „ein geschriebenes Büchelchen, darin die Komödie von David und Goliath aufgezeichnet“ ist. Der Junge lernt „sein Schauspiel“ auswendig, studiert „das Stück ganz in sich hinein“ und ergreift „alle Rollen“.
8 Über die Bücher seines Vaters kommt Wilhelm an die „Teutsche Schaubühne“ und verschiedene „italienisch-teutsche Opern“ heran. Nun muss „König Saul in seinem schwarzen Samtkleide den Chaumigrem, Cato und Darius spielen“. Wilhelm spielt „meistensteil nur die fünften Akte, wos an ein Totstechen“ geht. Der „Donner“ gelingt nicht immer. Wilhelm schafft sich nach und nach neue Theatergarderobe. Dies oder jenes Stück interessiert ihn „um irgend einer Szene willen“.
9 Besonders fesselt ihn Chlorinde, wirkt „auf den keimenden Geist der Liebe, der sich in dem Knaben“ entwickelt.
10 Wilhelms Schulkameraden lassen sich Rollen geben und spielen mit. Die Jungen glauben, „es sei leichter, ein Trauerspiel als ein Lustspiel zu machen“.
12 Der Vater hofft, dass sich Wilhelm „zeitig und ganz dem Handelsgeschäfte widmen möchte“. Wilhelms schulische Leistungen sind vielversprechend. Im Laden des Vaters wird Wilhelm „über das unendliche Wählen der Frauenzimmer nie verdrießlich“; steht ihnen vielmehr „mit gutem Rate“ bei. Aber „mit großen Schmerzen“ muss der Vater schließlich bemerken, wie Wilhelm, der seinen Vater liebt, das Handelsgewerbe verachtet.
14–16 Wilhelm besucht das Schauspiel, das „etlichemal des Jahrs“ in seine Stadt kommt, und lernt dort Mariane kennen. Mariane war „eine Gewissensheurat mit einem Menschen ohne Gewissen eingegangen“. Der Gewissenlose ist verschwunden und Mariane gilt „wechselweise für Jungfrau, Frau und Witwe“. Wilhelms „Gutheit, Ergebenheit, Beschränktheit, Unschuld, Genügsamkeit, Verehrung und Herzlichkeit“ machen Mariane anfangs verlegen. Sie ist „von Natur eine gute Seele“, fürchtet aber, Wilhelm „möchte Erfahrenheit“ in ihren Augen „lesen“. Wilhelm bemerkt die Unordnung bei Mariane, denn „in einem feinen Bürgerhause“ erzogen, ist „Ordnung und Reinlichkeit“ sein Element.
17 Mariane lernt „das Glück der Liebe“, das ihr fremd war, in Wilhelms Armen „erst kennen“. Als berechnende Frau erkundigt sie sich „gar bald wie nebenher nach Wilhelms Vermögen“.
18 „Sie ist dein! Sie hat sich dir hingegeben!“, jubiliert Wilhelm. Er will die Familie, seine uneinigen Eltern, verlassen. Dazu kommt, dass Werner, „ein sehr gesetzter Mensch“, sich um seine Schwester bewirbt und „seine Stelle vertreten“ könnte. „Seine Bestimmung zum Theater“ ist Wilhelm nunmehr klar. Das hohe Ziel: der vollkommenste Schauspieler zu werden, „Schöpfer eines großen Nationaltheaters“.
20 Mariane sieht Mutterfreuden entgegen. Mindestens zwei Männer kommen als Vater in Frage.
21–23 Werner übernimmt das Handelsgeschäft und will Wilhelm auf Geschäftsreisen schicken. Mariane ist das recht, denn dann kann sie sich ungestört mit Norman abgeben, Wilhelms Nebenbuhler. Zum Abschied schreibt Wilhelm Mariane einen glühenden Liebesbrief. Darin setzt er sie auch von seinen ernsten Absichten ins Bild. Als Wilhelm von Mariane Abschied nehmen will, entdeckt er – da ist ein Nebenbuhler.

### Zweites Buch
1–5 Wilhelm ist lange krank. Er „flieht“ die Menschen, „enthält sich“ in seiner Stube. Und er wäre auch untergegangen, „hätte ihn nicht die Kraft seiner Natur, die wieder zum Geraden und Reinen strebte, gerettet“. Wilhelm liest „mit vielem Vergnügen“ Theaterbücher – die Poetik des Aristoteles und Corneille – die Abhandlung über die drei Einheiten Handlung, Ort und Zeit. Werner, der inzwischen die Schwester geheiratet hat, bewundert, was Wilhelm „so vielerlei geschrieben“ hat. Im Gespräch mit Werner definiert Wilhelm den großen Theaterdichter: „Eine tiefe innere Selbständigkeit ist der Grund aller seiner Charaktere, Stärke des Geistes in allen Situationen ist das Liebste, was er schildert. Wer hat“, schwärmt er weiter, „Götter gebildet, uns zu ihnen erhoben, sie zu uns hernieder gebracht, als der Dichter?“ Dann kommt Wilhelm auf das Thema Mariane und bricht „in einen Strom von Tränen aus“. Werner steht „in der größten Verlegenheit“ dabei. In ellenlangen Gesprächen mit Werner favorisiert Wilhelm im Drama die Handlung als „die Hauptsache“.
6–7 Während einer Landpartie mit Werner lernt Wilhelm den jungen Schauspieler Melina und seine Madame kennen. Melina hat sich „mit seiner jungen Braut“ gegen den Willen ihrer Eltern davongemacht. Die Madame will die Welt sehen und sich der Welt zeigen. Wilhelm möchte den beiden helfen. Melina strebt eine „bürgerliche Bedienung“ an. Wilhelm, der möchte, dass Melina Schauspieler bleibt, hat Vorstellungen vom Schauspielerberuf, die Melina keineswegs teilen kann. Wilhelm sagt, er kenne keine Lebensart, „die Ihnen so viele Annehmlichkeiten darbietet als die eines Schauspielers“. Melina: „Man sieht, daß Sie keiner gewesen sind.“ Als Wilhelm dann allein ist, hält er an seinem Ideal fest: „Nichts ist auf der Erde ohne Beschwerlichkeit, nur der innere Trieb, die Lust, die Liebe helfen uns Hindernisse überwinden.“ Wilhelm meint, „daß in den Menschen ein besserer Funke lebt“.
8 Wilhelm wird von Werner als Schuldeneintreiber auf Reisen geschickt.

### Drittes Buch
1 Auf seiner Reise kommt Wilhelm „in einsamen Gebürgen, zwischen undurchdringlichen Wäldern zu Hochdorf“ an einer „Wachstapetenfabrik“ vorbei, deren Direktor auf Wilhelms Liste der Schuldner steht. Der biedere Direktor zahlt „auf der Stelle in Golde aus“ und ist auch noch menschenfreundlich: Wenn es an Aufträgen mangelt, lässt er seine Arbeiter Komödien spielen. Eine solche Aufführung erlebt Wilhelm mit.
2 Nach einigen Tagereisen treibt Wilhelm weitere Schulden ein und trifft auf „eine große Gesellschaft von Seiltänzern, Springern, Gauklern“. Wilhelm macht sich Gedanken über das Trauerspiel – „daß es die Leidenschaften reinige“, er findet aber niemanden, „dem er diese Betrachtungen hätte mitteilen können“.
3 „Zu Hochstädt“ dann schwillt Wilhelms eingetriebenes Kapital auf „beinahe fünfzehnhundert Taler“ an. Einige „Handelsleute“ machen sogar noch Bestellungen bei ihm. Wilhelm kann sich wenden, wohin er will – er trifft auf eine Truppe Komödianten. „Muß denn das Schicksal“, sagt er sich, „immer zu diesen Leuten führen, mit denen ich doch keine Gemeinschaft haben will noch soll.“ Herr und Frau Melina sind mit von der Partie.
4–6 Wilhelm begegnet bei der Truppe, die von der Direktrice Madame de Retti zusammengehalten wird, dem Mädchen Mignon. Wilhelm schätzt Mignon „zwölf bis dreizehn Jahre“. Ihr Körper ist „gut gebaut, ihre Gesichtsfarbe bräunlich“. Mignon antwortet Wilhelm „in einem gebrochenen Deutsch und mit einer Art, die Wilhelmen in Verwirrung“ setzt. Madame de Retti hat Mignon dem Herrn einer Seiltänzertruppe für hundert Dukaten abgekauft, weil dieser das Kind auspeitschte. Nach Madame Melinas Ansicht ist Mignon „zu gar nichts“ nütze. „Auswendig lernt sie sehr geschwind, spielt aber erbärmlich.“ Mignon will hundert Dukaten sparen. Mignons „Gestalt und Wesen“ wird Wilhelm „immer reizender“.
7 Wilhelm bleibt bei der Truppe der Direktrice Madame de Retti. Madame Melina zieht ihn an, weil sie von ihm zu lernen und sich nach ihm zu bilden versucht. Man lässt ihn merken, dass er „sowohl Kenner als Liebhaber und Beschützer des Theaters“ ist. Wilhelm borgt der Direktrice größere Summen einkassierten Geldes. Die Direktrice wird bei anderen Gläubigern wieder kreditwürdig. Man isst und trinkt, man lebt in Freuden.
8 „Am allerlustigen“ feiert die Truppe auf Wilhelms Kosten. Als Mignon von einem Unbekannten geküsst wird und ihn dafür ins Gesicht schlägt, dass „die Ohren sumsen und der Backen brennt“, setzt sich Wilhelm für sie ein. Darauf kommt Mignon zu ihm und sagt: „Herr, ich bin dein Sklave, kaufe mich von meiner Frau, daß ich dir allein zuhöre.“
9 Wilhelm arbeitet an seinem Trauerspiel Belsazar. Der medische König Darius hat darin einen „Anschlag auf Babylon“ vor. Die Truppe ist sich einig – das Stück muss gespielt werden.
10 Herr Bendel, der Geliebte der Direktrice, „eine ungeschickte, breite Figur ohne den mindesten Anstand, ohne Gefühl“, soll den Darius spielen. Der Trinker Bendel hat „alle Fehler, die einen Schauspieler verwerflich machen“.
11 Wilhelm freundet sich mit Herrn von C. an. Dieses Stück, so schätzt der neue Freund Wilhelms Trauerspiel ein, „ist nur von innen heraus geschrieben, es ist ein einziger Mensch, der fühlt und handelt. Man sieht, daß der Autor sein eignes Herz kennt, aber er kennt die Menschen nicht.“
12 Die Direktrice nutzt Wilhelm aus. Nach und nach gibt er sein ganzes Geld für Bühnenhandwerker et cetera hin. Am Tage der Uraufführung des Belsazar hat Herr Bendel „wieder einen neuen, schweren Anfall seiner Krankheit“. Das ganze Haus ist „angefüllt“, das Publikum wird unruhig und „pocht“ schon eine Viertelstunde. Von der Direktrice und Madame Melina überredet, spielt Wilhelm unvorbereitet den Darius und hat Erfolg.

### Viertes Buch
1 „Gehst du nach Italien“, sagt Mignon zu Wilhelm, „so nimm mich mit, es friert mich hier.“ Mignon singt:

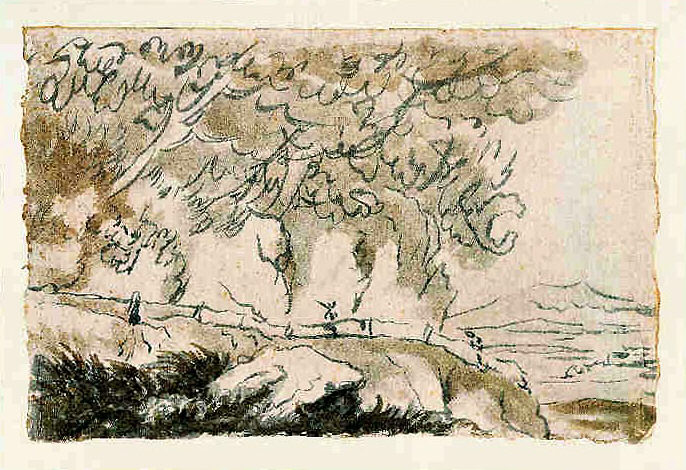
Am Golf von Neapel – Zeichnung von Goethe anno 1787

Kennst du das Land, wo die Zitronen blühn,
Im dunkeln Laub die Goldorangen glühn,
Ein sanfter Wind vom blauen Himmel weht,
Die Myrte still und froh der Lorbeer steht,
Kennst du es wohl?
Dahin! Dahin
Möcht ich mit dir, o mein Gebieter, ziehn.

Kennst du das Haus? Auf Säulen ruht sein Dach,
Es glänzt der Saal, es schimmert das Gemach,
Und Marmorbilder stehn und sehn mich an:
Was hat man dir, du armes Kind, getan?
Kennst du es wohl?
Dahin! Dahin
Möcht ich mit dir, o mein Gebieter, ziehn.

Kennst du den Berg und seinen Wolkensteg?
Das Maultier sucht im Nebel seinen Weg,
In Höhlen wohnt der Drachen alte Brut,
Es stürzt der Fels und über ihn die Flut:
Kennst du ihn wohl?
Dahin! Dahin
Geht unser Weg! Gebieter, laß uns ziehn!
2 Herr Melina überredet Wilhelm, er solle bei der Direktrice wenigstens einen Teil des verborgten Geldes eintreiben. Widerwillig begibt sich Wilhelm zu Madame de Retti. Die speist ihn mit einem Bruchteil des Geldes ab. Den Löwenanteil hat Herr Bendel.
3 Wilhelm will „nie das Theater wieder betreten“. Mignon führt Wilhelm einen Eiertanz vor. Wilhelm möchte „dieses verlassene Wesen an Kindesstatt seinem Herzen“ einverleiben.
5–8 Während der zweiten Aufführung des Belsazar wird der Herr Bendel in der Rolle des Darius von Pomeranzen aus dem Parkett getroffen. Das Ensemble zieht sich hinter die Kulisse zurück. Herr Bendel kämpft allein gegen das Publikum, indem er zurückwirft und trifft. „Eine große Anzahl mit Stecken bewaffneter Zuschauer“ ersteigt die Bühne und verwüstet sie. In dem Getümmel verschwindet die Kasse mit den Tageseinnahmen. In der Nacht macht sich die Direktrice mit ihrem Herrn Bendel davon.
9 Zwar hat Wilhelm sein Geld verloren, glaubt aber, „daß es doch am Ende wohl angewendet sei, weil er dafür teure Erfahrungen gemacht, welche ihm auf sein ganzes Leben nützlich sein würden“.
10 Die Direktrice ist abgegangen, hat aber Mignon nicht mitgenommen. „Mademoiselle Philine, eine junge, muntere Aktrice“, kommt zu Wilhelm aufs Zimmer. Die „leichtfertige“ Philine beträgt sich „so artig, so schmeichelnd, so eifrig“, dass Wilhelm sie nicht abweist.
12 Weiter geht die Reise. Wilhelm sitzt in einem Wagen mit Mignon, Frau Melina und ihrem Mann. Nach einer Reise „von etlichen Tagen“ in einem Wirtshause, weist Wilhelm die Annäherungsversuche von Madame Melina ab. Seit dem Fiasko mit Mariane hat Wilhelm „ein Gelübde getan, das treulose Geschlecht zu meiden“. Da meldet sich ein alter Harfenspieler bei Wilhelm an. Nach dem Harfenspiel fühlt sich Wilhelm „wie neugeboren“ und ruft aus: „Nimm meine Verehrung und meinen Dank, fühle, daß wir alle dich bewundern, und vertraue uns, wenn du etwas bedarfst!“ Zur Antwort singt der Harfner:
Was hör ich draußen vor dem Tor,
Was schallet auf der Brücken? …
Der König sprachs, der Page lief,
Der Knabe kam, der König rief:
Laßt ihn herein den Alten!
…
Ich singe, wie der Vogel singt,
Der in den Zweigen wohnet
…
13 Philine liebkost Wilhelm auf offener Straße wie ihren Ehemann. Wilhelm, der, „wenn eine Laube sie mit Einsamkeit umgeben“, die Liebkosung sogar erwidert hätte, weist sie ab. Philine hat noch einen anderen Verehrer – den gräflichen Herrn Stallmeister, der hoch zu Ross daherkommt. Wilhelm, unruhevoll, sucht Ruhe bei dem alten Harfner. Er sucht und findet den Alten „in einem entfernten Winkel des Städtchens“. Wilhelm horcht an der Tür des Alten und vernimmt dessen „wehmütige Klage“:
Wer nie sein Brot mit Tränen aß,
Wer nie die kummervollen Nächte
Auf seinem Bette weinend saß,
Der kennt euch nicht, ihr himmlischen Mächte.

Ihr führt ins Leben uns hinein,
Ihr laßt den Armen schuldig werden,
Dann überlaßt ihr ihn der Pein;
Denn alle Schuld rächt sich auf Erden.
14 Der kunstsinnige Herr Graf erscheint, und Herr Melina stellt ihm seine Truppe vor. Die Frau Gräfin bemängelt Philines Garderobe. Die Truppe hofft auf „einige Wochen glückliche Aussichten“.
16 Wilhelm ist hin- und hergerissen. Die „flüchtige Neigung zu Philinen“ regt seine Lebensgeister an. Mit Harfenspiel und Gesang erhebt ihn der Alte „zu den höchsten Gefühlen“. Aber Wilhelm befindet sich bei den Schauspielern in schlechter Gesellschaft. Dabei ist „sein altes bürgerliches Verhältnis schon wie durch eine Kluft“ von ihm getrennt. Sein „gepreßtes Herz“ strebt „nach Erleichterung“. Die findet Wilhelm bei Mignon. „Mein Kind!“, ruft Wilhelm aus, „mein Kind! du bist ja mein! ich werde dich behalten! dich nicht verlassen!“ Tränen fließen. Sanft fängt „vor der Türe die Harfe an zu klingen“.

### Fünftes Buch
1–2 Geht nun Wilhelm mit der Truppe auf „das gräfliche Schloß“ oder macht er als Werners Schuldeneintreiber weiter? Die Truppe isst und trinkt bereits „auf Rechnung des Grafen“ und lernt Rollen. Die gräflichen „Herrschaften haben große Liebe für die Literatur, besonders für die deutsche“. Wilhelm zieht Szenen zusammen, richtet „Rollen nach dem Geschicke des Akteurs mehr ein“. Die Truppe hofft beim Grafen auf „Glück, Ehre und Wohlstand“, wird aber ganz schäbig und äußerst mangelhaft untergebracht.
3 Nur Philine hat den Vogel abgeschossen – sie darf aufs gräfliche Schloss. Wilhelm, obwohl geladen, bleibt in der Absteige bei der Truppe.
4 In der gräflichen Umgebung lernt Wilhelm Jarno kennen. Wilhelm empfindet für Jarno „eine gewisse Neigung“, obgleich er „etwas Kaltes und Abstoßendes“ hat. Herr Melina befiehlt der Truppe sehr streng, sie sollen sich „nunmehro ordentlich halten, ein jeder seine Rollen auf das beste lernen“. Aber man lebt zügellos. Das Theatergerüste wird aufgeschlagen, „ausgezieret, was man von Dekorationen in dem Gepäcke“ hat. Wilhelm wird von der Gräfin empfangen. Er soll vorlesen, kommt aber gar nicht dazu. Die Gräfin widmet ihre Aufmerksamkeit lieber einem Galanteriehändler und beschäftigt sich mit ihrer Toilette. Wilhelm wird mit einem Geschenk abgespeist.
6 Der Graf und Jarno bereiten akribisch eine fragwürdige Szene zur Begrüßung des Prinzen vor. Wilhelm studiert die Lobeshymne ein. Philine, die Favoritin des Stallmeisters, probt freudig und ausgelassen mit. Mignon verweigert den Eiertanz-Auftritt.
7–11 Der Prinz kommt an. Jarno, der „gefühllose Weltmann“, sagt Wilhelm „mit hartherziger Kälte“ die Wahrheit: „Es ist schade, daß Sie mit hohlen Nüssen um hohle Nüsse spielen.“ Wilhelm wird angehalten, Racine, den Lieblingsautor des Prinzen, gelegentlich zu loben. Jarno gibt Wilhelm „auf eine unfreundliche Art neue Ideen“. Er muss von Wilhelm erfahren, dass dieser Shakespeare nicht kennt. Wilhelm fängt an „zu wittern, daß es in der Welt anders zugehe, als er sichs gedacht“. Er schließt sich ein. Nur Mignon und der Harfner haben Zutritt zu Wilhelms „Shakespearischer Welt“. Wilhelm glaubt „vor den aufgeschlagenen ungeheuern Büchern des Schicksals zu stehen“. Philine schmeichelt sich bei den vornehmen und großen Damen ein. Der Prinz reist ab. Auch die Truppe darf nicht länger bleiben.
14–15 Vor Räubern auf der nächsten Wegstrecke der Truppe wird gewarnt. Wilhelm und einige der Theaterleute bewaffnen sich. Wilhelm ermutigt die Furchtsamen. Auf einem Waldplatz wird die Truppe dann tatsächlich überfallen und ausgeplündert. Wilhelm wird von einem Schuss „zwischen der Brust und Schulter“ verwundet.

### Sechstes Buch
1 Auf dem Waldplatz erscheint eine schöne Amazone. „Ein weiter Mannsüberrock“, der ihr nicht passt, verbirgt ihre Gestalt. Ein „Wundarzt“ in ihrem Gefolge erledigt bei Wilhelm die chirurgische Erstversorgung. Die „gnädige Dame“ deckt den Verwundeten mit ihrem Überrock zu. Als Wilhelm wieder zu sich kommt, sind „Reuter und Wagen, die Schöne samt ihrer Begleitung verschwunden“.
2–3 Die Truppe findet Notunterkunft. Philine und Wilhelm werden „für das Ehepaar“ gehalten. Jedermann wirft nun „die Schuld eines so üblen Ausgangs“ auf Wilhelm. Er fühlt sich unschuldig und ist entsetzt, weil er von der Truppe so behandelt wird, als er „Hülfe erwarten könnte“. Trotzdem verspricht er der Truppe, sie aus dem Elend herauszuführen. Mehr noch, ein jeder soll „doppelt und dreifach so viel“ erwerben, „als er verloren“.
4 Es stellt sich heraus, die „schöne Amazone“ sollte wahrscheinlich statt der Truppe überfallen werden. Aus Dankbarkeit habe die „gnädige Dame“ für die Truppe gesorgt, als Wilhelm ohnmächtig wurde. Und sie sorgt im Hintergrund weiter. Wilhelm bekommt den nächsten „Chirurgus“.
7 Auf dem Krankenlager studiert Wilhelm „die Shakespearischen Schriften“, besonders Hamlet. „Das Bild der hülfreichen Schönen“ schwebt „vor seinem Gemüte“. Im Nebenzimmer singt Mignon zur Harfe:
Nur wer die Sehnsucht kennt,
Weiß, was ich leide!
Allein und abgetrennt
Von aller Freude,
Seh ich ans Firmament
Nach jener Seite.

Ach, der mich liebt und kennt,
Ist in der Weite!
Es schwindelt mir, es brennt.
Mein Eingeweide.
Ach wer die Sehnsucht kennt,
Nur wer die Sehnsucht kennt,
Weiß, was ich leide!
Mignon spricht „noch immer sehr gebrochen“ deutsch. Wenn sie singt, scheint sie sich „des einzigen Organs zu bedienen, wodurch sie ihr Inneres aufschließen und mitteilen“ kann.
8 In H. angekommen, trifft Wilhelm den Theaterdirektor Serlo, dessen Schwester, die junge Witwe Aurelia und die vorausgeeilte Truppe Melina. Wilhelm empfiehlt Serlo die Truppe.
9 Philine setzt Wilhelm ins Bild. Aurelia hat einen dreijährigen unehelichen Sohn von Lothar.
11 Aurelia durchschaut Wilhelm: „Mit Verwunderung bemerkte ich an Ihnen den großen und richtigen Blick, mit dem Sie Dichtung und besonders dramatische Dichtung beurteilen … Ohne die Gegenstände in der Natur gekannt zu haben, erkennen Sie solche im Bilde; es scheint eine Vorempfindung der ganzen Welt in Ihnen zu liegen … von außen kommt nichts in Sie hinein! Ich habe nicht leicht jemanden gesehen, der die Menschen, mit denen er lebt, so von Grund aus verkennt wie Sie.“ Wilhelm, der Introvertierte, erkennt: Niemand hat ihn so „mit sich selbst bekannt gemacht“, er bestätigt: „Ich habe von Jugend auf mehr einwärts als auswärts gesehen, und da ist es sehr natürlich, daß ich den Menschen bis auf einen gewissen Grad habe kennen lernen, ohne mich auf die Menschen im geringsten zu verstehen.“ Aurelia sieht in Wilhelm den jungen Dichter und Künstler. Seine Unschuld sei „wie jene Hülle, die eine Knospe einschließt und nährt“. Unerbittlich wirft Aurelia Wilhelm vor: „Was ist Ihre ganze Gesellschaft, die Sie meinem Bruder empfohlen, für ein erbärmliches Volk!“
Mignon versetzt Wilhelm in Verlegenheit. „Bei einer Guten Nacht“ schließt sie ihn so fest in ihre Arme und küsst ihn „mit solcher Inbrunst, daß es ihm vor der Heftigkeit dieser aufkeimenden Natur oft angst und bange“ wird.
12 Wilhelm empfindet keine Zärtlichkeit für Aurelia und bezeichnet sich als ihren Freund. „Ihr leidenschaftlicher Verstand“ leitet ihn „aus der idealischen Welt in die wahre herüber“. Wilhelm gesteht Aurelia seine unglückliche Liebe zu Mariane. Aurelia nennt sich eine Halbwahnsinnige und benimmt sich mitunter auch so. Serlo wird Wilhelms „Lehrer und Führer in seiner Lieblingskunst“.
13 Serlo will Wilhelm an seiner Bühne haben. Wilhelm zögert: „Bei Serlo wollte ich unterzukommen suchen, er sucht nun mich“. Serlo will schließlich Wilhelm und die ganze Truppe Melina dazu. Nun muss Wilhelm „Ja denn“ sagen. „Melina soll Garderobemeister werden, um den Motten zu wehren.“

## Mignon
Mignon wird im Fragment durchweg als Mädchen beschrieben. Nur im 3. Kapitel des 4. Buches ist fünfmal hintereinander – bezogen auf Mignon – von „er“ die Rede. Nach Friedenthal wird unter Mignon in der Goethezeit „homosexueller Liebling“ verstanden. Wilhelm wird von Frauen geradezu umschwärmt. Nach dem Fiasko mit Mariane wendet er sich aber keiner zweiten Frau zu, obwohl es wie gesagt an „Angeboten“ keineswegs mangelt. Wilhelm behält durch alle Fährnisse hindurch sein „allerliebstes Schoßkind“ Mignon bei sich.

## Zitate

### Aus dem Werk
- „Sie sah ihn mit einer wilden Gleichgültigkeit an …“[3]

### Goethe über sein Werk
„Meine ersten Capitel von Wilhelm Meister sind nun bald in der Ordnung und dann hoff ich soll die Lust kommen fortzufahren.“

„Das zweyte Buch von Wilhelm Meister erhälst du bald ich habe es mitten in dem Taumel geschrieben.“

„Das fünfte Buch von Wilhelm Meister habe ich indessen geendigt und muß nun abwarten wie es aufgenommen wird.“

## Rezeption
- Hermann Hesse bewundert das Werk. Der Anlass von Hesses kleiner Notiz dürfte ein Aufsehen erregender Fund aus dem Jahre 1910 in Zürich sein. Eine Kopie des Urmeisters aus den Jahren 1777 bis 1785 wurde entdeckt und ein Jahr darauf veröffentlicht. Welche Fassung ist „schöner und wertvoller“, fragt Hesse, dieser „Künstlerroman“ (der Urmeister) oder der, der aus ihm hervorgegangen ist – Wilhelm Meisters Lehrjahre, „der Roman des Menschen“? Hesse findet ein wundervolles Gleichnis. Die Frage ist vergleichbar mit der: Ist der Frühling schöner als der Sommer? Folgerichtig stellt Hesse den kostbaren Fund als „unersetzliches, prächtiges Stück Goethescher Jugendprosa“ heraus.[4]
- Nach Friedenthal hat Goethe mit der Madame de Retti die Neuberin porträtiert. Als Figuren durchgestaltet seien außer Wilhelm besonders Mignon und Philine. Unbedingt zutreffend ist Friedenthals Beobachtung, nach der Wilhelm „Bildungsgepäck aufgeladen wird“.[5] Der Roman ist gleichsam mit „Lehrstoff“ zur Theaterpraxis überfrachtet.
- Jørgensen, Bohnen und Øhrgaard vergleichen die Theatralische Sendung mit den Lehrjahren.
- Boyle geht ausführlich und sehr treffend auf das Geschehen in jedem der sechs Bücher des Romans ein. Wilhelm, der den Vornamen Shakespeares trägt, hat eine Sendung. Diese ist nichts Geringeres als „die literarische Veränderung Deutschlands“.[6] Die Aversion Goethes gegen das fahrende Volk der Schauspieler zeige sich insbesondere in der Abwendung Wilhelms von Philine und in der Hinwendung zu Mignon und zum Harfner. In Verbindung damit wird die erstaunliche lyrische „Unterlage“ (Gedichte) des Prosatextes beleuchtet.
- Wilpert betont Goethes lebendigen Erzählstil in der Theatralischen Sendung.
- Conrady hebt den autobiographischen Charakter der Theatralischen Sendung und ihre Ausforschung durch die Psychoanalytiker hervor.

## Verfilmung
Unter der Regie von Celino Bleiweiß, der auch das Drehbuch schrieb, wurde das Werk 1981 mit Daniel Minetti in der Titelrolle als Zweiteiler für das Fernsehen der DDR adaptiert. Die Erstausstrahlung erfolgte am 21. März 1982 (1. Teil) und 23. März 1982 (2. Teil) jeweils im 1. Programm. Beide Teile sind im Deutschen Rundfunkarchiv archiviert und dort auf Nachfrage unter Angabe von Gründen erhältlich.